# Paweł Dybel
Paweł Dybel (ur. 1951) – profesor w Instytucie Filozofii i Socjologii PAN oraz ISNS UW. Specjalista w dziedzinie psychoanalizy i hermeneutyki, fenomenologii i poststrukturalizmu. Stypendysta Fundacji im. Aleksandra von Humbodlta, Fundacji Kościuszkowskiej, Fundacji im. Fritza Thyssena (niem. Fritz Thyssen Stiftung) oraz DAAD. Profesor wizytujący m.in. w Instytucie Nauk o Człowieku w Wiedniu, a także na uniwersytetach w Bremie, Berlinie, Manchester Metropolitan University, Uniwersytecie Stanu Nowy Jork w Buffalo oraz w Goldsmith College w Londynie.

## Wybrane publikacje
- Ziemscy, słowni, cieleśni, 1989. Brak numerów stron w książce
- Dialog i represja. Antynomie psychoanalizy Zygmunta Freuda, 1995. Brak numerów stron w książce
- Freuda sen o kulturze, 1996. Brak numerów stron w książce
- Urwane ścieżki. Przybyszewski. Freud. Lacan, 2000. Brak numerów stron w książce
- Granice rozumienia i interpretacji. O hermeneutyce Hansa-Georga Gadamera, 2004. Brak numerów stron w książce (nominacja do Nagrody im. Jana Długosza 2005[1])
- Zagadka »drugiej płci«. Spory wokół różnicy seksualnej w psychoanalizie i w feminizmie, 2006. Brak numerów stron w książce
- Okruchy Psychoanalizy, 2007. Brak numerów stron w książce
- (wspólnie z Szymonem Wróblem) Granice Polityczności, 2008. Brak numerów stron w książce
- Dylematy demokracji. Kontekst polski, 2015. Brak numerów stron w książce (nominacja do Nagrody im. Jana Długosza 2016[2])
- Oblicza hermeneutyki, Kraków: Universitas, 2012, s. 460.
- Gadamera myśl o sztuce, Gdańsk: Akademia Sztuk Pięknych w Gdańsku, 2014, s. 120.
- Dylematy demokracji, Kraków: Universitas, 2015, s. 480.
- Psychoanaliza – ziemia obiecana? Dzieje psychoanalizy w Polsce 1900–1918, Kraków: Universitas, 2016, s. 220.
- Psychoanalytische Brocken. Philosophische Essays, Würzburg: Königshausen&Neumann, 2016, s. 290.
- Mesjasz, który odszedł. Bruno Schulz i psychoanaliza., Kraków: Universitas, 2017, s. 280.